# Bertel Jung

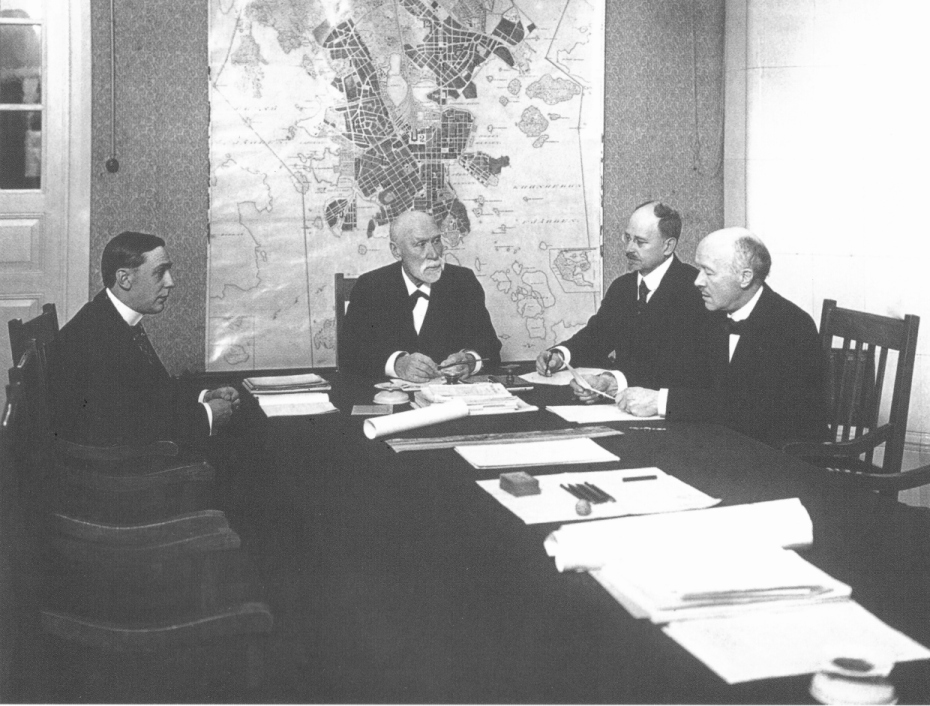
Sammanträde i Helsingfors stadsmuseumkommitté i början av 1900-talet. Från vänster Nils Wasastjerna, Reinhold Hausen, Bertel Jung och Magnus Schjerfbeck

Axel Bertel Jung, född 11 juli 1872 i Jakobstad, död 12 maj 1946 i Helsingfors, var en finländsk arkitekt, bror till arkitekten Valter Jung.

## Biografi
Bertel Jung var son till försäkringstjänstemannen Axel Gabriel Jung och Sofia Augusta Brunberg. Han blev student år 1891 och inledde arkitektstudier vid Polytekniska institutet (nuv. Tekniska högskolan, Helsingfors) vilka han slutförde 1895. Som studerande arbetade han bland annat i Lars Soncks arkitektbyrå i Mariehamn. Efter arkitektstudierna studerade han vid Berlins kungliga konstskola. Därefter arbetade Jung några år med arkitekt Karl Hård af Segerstad. Åren 1898 till 1913 hade Jung en arkitektbyrå tillsammans med Oscar Bomanson. Bland deras första uppdrag var byggnaden Commerce i Tammerfors 1898. I Helsingfors planerade de bostadshus samt flera skolbyggnader runt om i Finland. 
Sitt livsverk gjorde Bertel Jung som stadsplanerare. Han var också en flitig skribent; han var den första chefredaktören på tidningen Arkkitehti 1903-1904 och var aktiv skribent i tidningen också senare. Jung utnämndes till Helsingfors första stadsplaneringsarkitekt år 1908. Innan utnämningen hade han deltagit i planeringstävlingen om Tölö tillsammans med Lars Sonck och Valter Thomé då de vann tredje pris. Jung tog del i många internationella möten efter att han utnämnts till stadsplaneringsarkitekt. Han refererade dessa i Arkkitehti och hänvisade till tyskspråkiga stadsplaneringsteoretiker. I Finland fanns vid denna tidpunkt ingen utbildning i stadsplanering. För stadsbyggnadsutställningen i Berlin 1910 planerade Jung en egen avdelning för Finland. 
Bland Bertel Jungs viktigaste stadsplanearbeten är planen Pro Helsingfors som han gjorde tillsammans med Eliel Saarinen 1918 och Munksnäs-Haga stadsplan tre år tidigare. Dessa var de enda moderna stadsplaner som gjordes i Finland under 1910-talet. De innehöll detaljerade uppskattningar om befolkningsutvecklingen och den växande trafiken. År 1916 flyttade Bertel Jung över till Brändö villastad och Hertonäs Gods Ab som stadsplaneringsarkitekt. 1919-1923 arbetade han för Åbo hamn och efter det som stadsplaneringsarkitekt för Åbo stad, i vars tjänst han var till år 1925. 
Bertel Jung hade planerat en stadsplan för "Stor-Åbo" redan år 1921, vars monumentalitet tangerade amerikansk stadsplanering. En liknande plan gjorde han för Varkaus år 1927. År 1925 flyttade Jung tillbaka till Helsingfors och grundade arkitektbyrån Jung & Jung tillsammans med sin bror Valter. I byrån ansvarade Bertel Jung för stadsplanering och stadskonstnärliga helheter, medan Valter Jung skötte den praktiska byggnadsplaneringen. Byrån hade många uppdrag och koncentrerade sig främst på affärsbyggnader. Bland arbetena kan nämnas Hotell Torni och A. Ahlströms affärspalats i Helsingfors, Serlachius kontor i Mänttä samt Rettigs och Bores kontor i Åbo.
Han gifte sig 1903 med Gunborg Hausen. 

## Bildgalleri

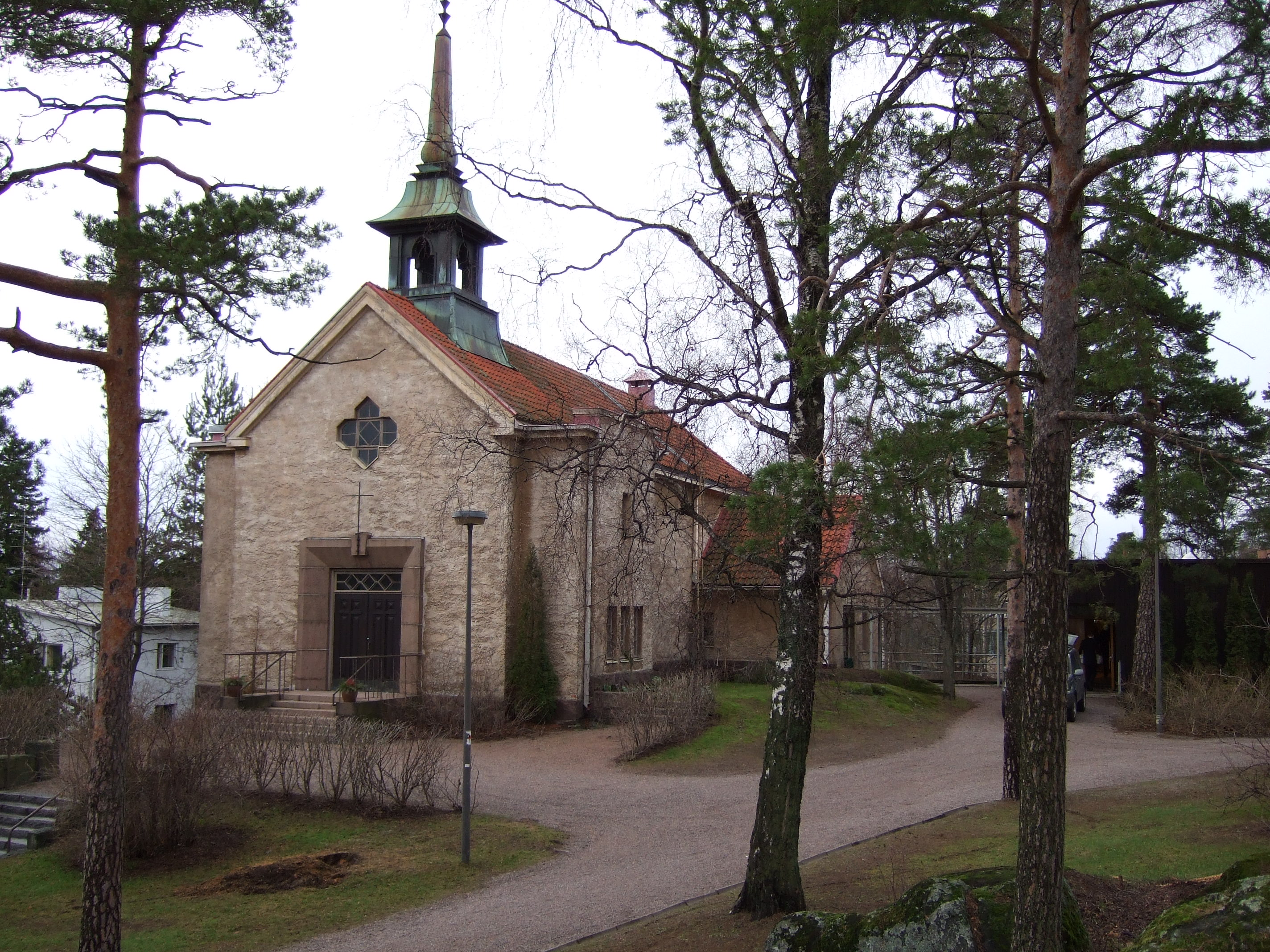
Brändö kyrka i Helsingfors 1935
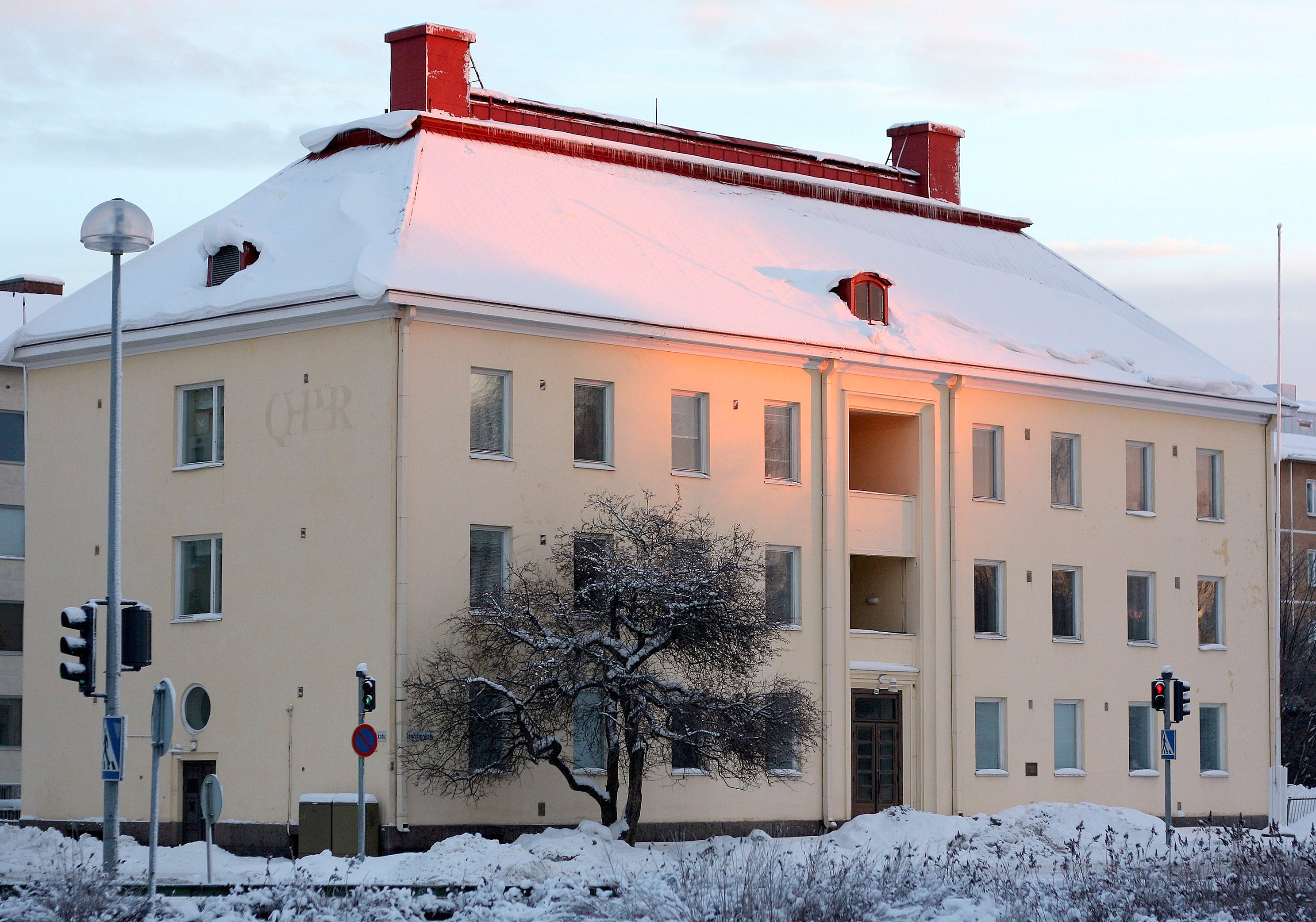
Privatsjukhus på Mäkeliningatan 43 i Uleåborg
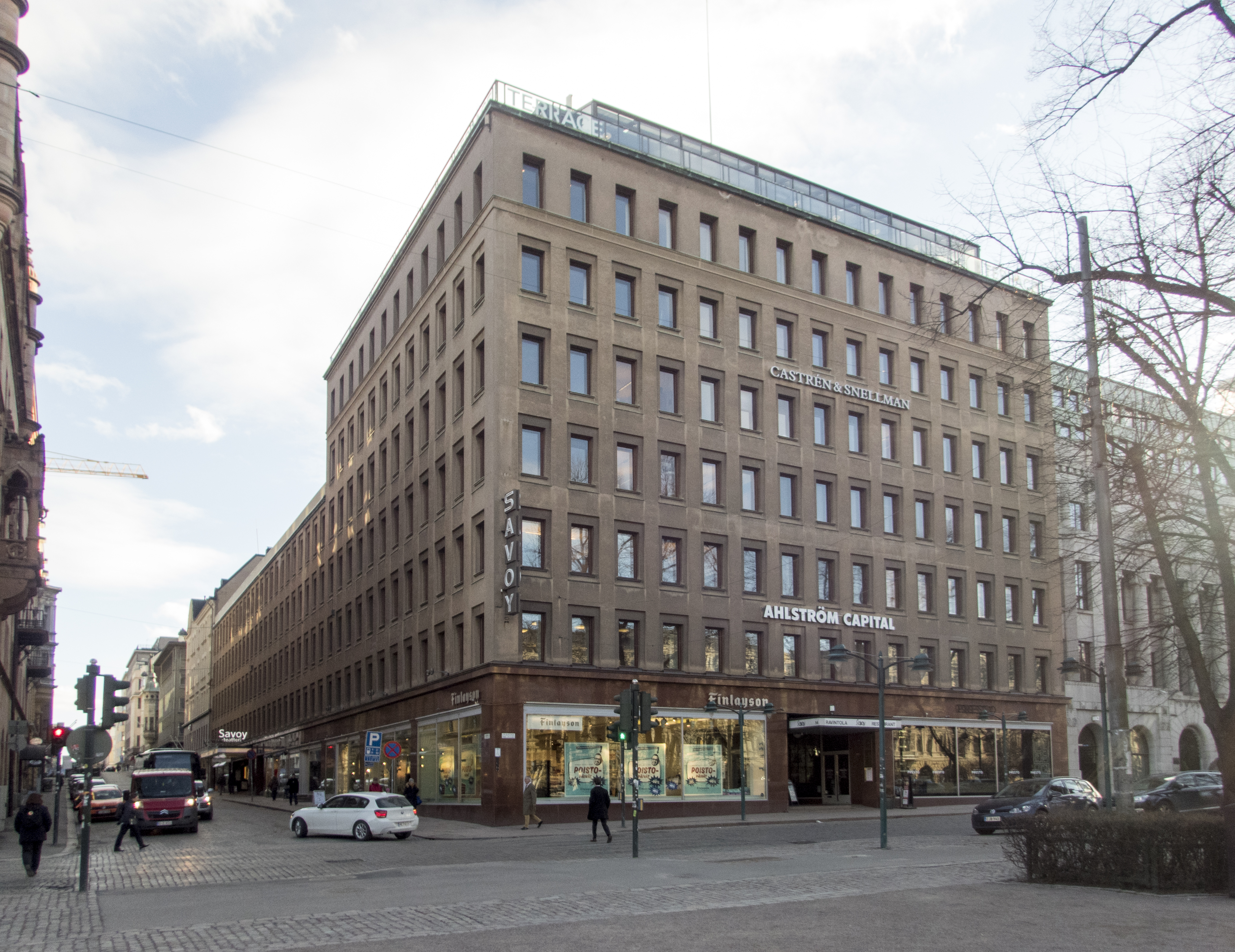
Södra esplanden 14 i Helsingfors
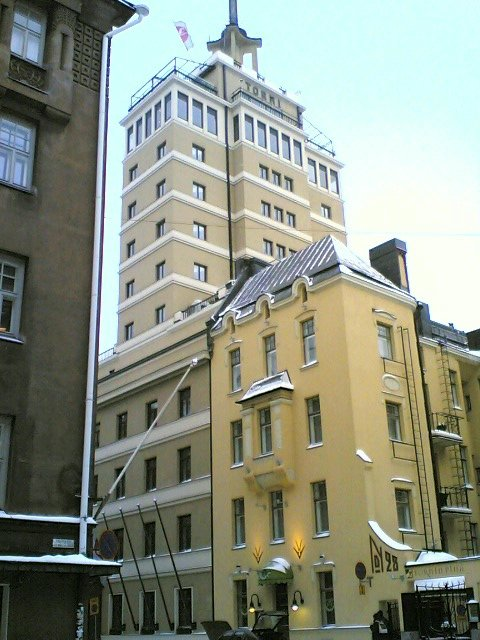
Bertel och Valter Jung: Hotell Torni, Helsingfors 1931

## Ålandsfrågan
I början av 1918 under finska inbördeskriget så bildade Bertel Jung  tillsammans med en annan åländsk verksam arkitekt Lars Sonck och arkeologen och ålänningen Björn Cederhvarf Ålandskommittén. Det var en reaktion på Ålandsrörelsens ambition att Åland skulle brytas loss från Finland och återförenas till Sverige. Ålandsrörelsen hade då överlämnat sin namninsamling från julhelgen 1917 via en åländsk deputation bara några veckor tidigare. Ålandskommittén uppvaktar olika finska myndighetspersoner med skrivelser där de förklarar hur den Åländska självstyrelsen skulle kunna se ut. Så länge Ålandsfrågan är nationell så är det motsvarande inrikesministers som de träffar. Lars Sonck blir utsedd att närvara som expert i den finska demonterings truppen av de ryska befästningarna på Åland 1919. När Ålandsfrågan får en internationell inriktning börja Ålandskommittén att träffa Finlands utrikesministrar, först Carl Enckell och sedan Rudolf Holsti för att försöka påverka dem istället. 
Hösten 1919 hade lobbyverksamheten från Ålandskommittén samt tillsammans med ett uttalande från Frankrikes premiärminister Georges Clemenceau uttalande under fredskonferensen i Paris gjort att Finlands President Kaarlo Juho Ståhlberg ändrade Tulenheimokommitténs inriktning och att den istället skulle påbörja arbetet med att ta fram ett förslag på en Åländsk självstyrelse. Ålandskommittén som nu hade vuxit till flera medlemmar fick med två delegater till den nya kommittén ålänningen Johannes Holmberg och Artur Tollet. På rekordkort tid arbetar man fram ett förslag, som i stort sett baseras på tankegångerna och skisserna som Lars Sonck hade varit med att framtaga. Detta förslag godkänner Finlands riksdag i maj 1920.
Ålandsrörelsen vill dock inte mottaga den nya lagen och det slutar med att Ålandsfrågan tas upp i Nationernas Förbund.
Sverige och Ålandsrörelsen vill att Åland skall återföras till Sverige och Finland och Ålandskommittén vill att Åland skall vara självstyrt och höra till Finland. Efter att Nationernas Förbund utsett en trio som utrett frågan och rest och träffat alla inblandade parter, så avgav de ett utlåtande som förordade Ålandskommitténs linje att Åland skulle bli självstyrt och höra till Finland, men få utökat språkskydd. Nationernas Förbund följde rapportörernas förslag och röstade enhälligt enligt den linjen att Åland skulle blev ett självstyrt område . Lösningen till Ålandsfrågan kallas för Ålandsmodellen.
Bertel Jung skriver ner Ålandskommitténs verksamhets berättelse  som de hemligstämplar i 40 år. Orsaken varför är inte klarlagd, men helt klart var att självstyrelse lösningen inte var populär i alla kretsar på Åland. 

## Utmärkelser
- Riddare av 1. klass av Vasaorden[3]

[Redigera Wikidata]